# Lennart Nyman
Lennart Nyman (* 25. Juli 1917; † 25. August 1998) war ein schwedischer Fußballspieler, -trainer und -funktionär.

## Werdegang
Nyman spielte für Hammarby IF, deren Mitglied er bis zu seinem Tod war. 1965 übernahm er nach knapp 35-jähriger Vereinszugehörigkeit den Vereinsvorsitz vom scheidenden Bernt Lindh. Er blieb fast 25 Jahre im Amt, ehe er 1989 aus dem Vorstand ausschied.
1962 wurde Nyman erster offizieller Nationaltrainer Schwedens. Nach der verpassten Qualifikation zur Weltmeisterschaft 1966 – Schweden scheiterte letztlich wegen einer 1:2-Heimniederlage in Stockholm gegen Deutschland als Gruppenzweiter – wurde er von Orvar Bergmark abgelöst, der nach dem letzten Qualifikationsspiel gegen Zypern den Platz auf der Trainerbank übernahm.
1990 erhielt Nyman vom Centralföreningen för idrottens främjande die renommierte jährliche Auszeichnung Prinsens Plakett als hervorragender Sportfunktionär.